# Соуса, Пилар
Пила́р Со́уса (исп. Pilar Souza; 30 ноября 1923, Мехико — 18 июля 1999, Мехико) — мексиканская актриса и преподавательница курсов театрального искусства.

## Биография
Родилась 30 ноября 1923 года в Мехико. В мексиканском кинематографе дебютировала в 1959 году и с тех пор снялась в 25 кинофильмах, среди которых присутствуют и телесериалы. Снималась в основном во второстепенных и эпизодических ролях, хотя эпизоды она играла очень ярко и трогательно. В 1989 году она снялась в сериале Просто Мария, где она сыграла роль санитарки в очках в психиатрической больнице, куда направили Лорену дель Вильяр из женской тюрьмы. Также являлась преподавательницей курсов театрального искусства, среди её учеников можно выделить Херардо Мургиа.
Скончалась 18 июня 1999 года в больнице Мехико от карциномы.

## Фильмография

### Сериалы

#### Свыше 2-х сезонов
- 1985—2007 — Женщина, случаи из реальной жизни (всего 20 сезонов)

#### Televisa
- 1959 — Моя жена разводится
- 1959 — Тайна
- 1976 — Бандиты с замёрзшей реки — Мария Панталеона.
- 1984 — Затмение — Консепсион (не переводится).
- 1989-90 — Просто Мария — Санитарка в очках в психиатрической больнице.
- 1990 — Моя маленькая Соледад

#### TV Azteca
- 1999 — Каталина и Себастьян — Хосефа.

### Фильмы
- 1959 — Тайна Жоао Корраль — Лоренса.
- 1962 — Ткач и чудо
- 1963 — Знаки зодиака — Ана Романа.
- 1972 — Кукла королевы — Мать Амиламии.
- 1973 — Принципиально
- 1976 — Коронация — Росарио.
- 1976 — Всё равно тебя зовут Хуан
- 1979 — Идеальная женщина — Кристина.
- 1979 — Мать
- 1981 — Теперь мы должны победить